# 道の駅ながおか花火館
道の駅ながおか花火館（みちのえき ながおかはなびかん）は、新潟県長岡市喜多町にある国道8号の道の駅である。
国土交通省より2019年（令和元年）度の重点道の駅として選定され、2020年（令和2年）9月18日にオープンした。

## 施設
- 駐車場 283台[3]
  - 大型車 19台
  - 小型車 259台
  - 身障者用 5台
- トイレ 34器
- ベビーコーナー
- 公衆電話
- 地域振興施設（地場産品売場、花火ミュージアム[3][4]、レストラン、フードコート[4]）
- 情報・休憩コーナー（道路交通情報、地域情報発信コーナー、公衆無線LAN環境、休憩コーナー）
- 非常用電源
- 防災トイレ
- 防災倉庫
- 貯水タンク

### 管理
- トライデントながおか株式会社[7][8]

## 長岡花火ミュージアム
長岡花火を体感できるドーム型の花火シアターがあり、有料となっている。入場無料の展示室では長岡花火の歴史や魅力について紹介している。花火シアターのチケットはオープン時連日完売が続いたほか、オープンした2020年9月中の道の駅の入場者数は1日平均約1万人を記録した。

## アクセス
- 国道8号（長岡バイパス） - 登録路線
  - E17 関越自動車道 長岡ICから約3分
- 越後交通「道の駅ながおか花火館」バス停より徒歩すぐ
  - 開業に併せて新設されたバス停であり、土休日のみ長岡駅大手口からこのバス停までの便が運行される[9][10]。
- 越後交通 「喜多町」バス停より北へ徒歩約10分